# مجزرة مخيم تل السلطان
مجزرة رفح أو محرقة الخيام هي مجزرة ارتكبها سلاح الجو الإسرائيلي في حقّ الفلسطينيين عشيّة السادس والعشرين من أيار/مايو 2024 حينما شنَّت مقاتلات حربية في حوالي التاسعة مساءً غارات جويّة طالت محيط منطقة البركسات التي تؤوي نازحين شمال غرب رفح، ولم تمضي دقائق حتى عاودَ الطيران الحربي غاراته مستهدفًا خيام النازحين قُرب مخازن الأونروا في الشمال الغربي لرفح أيضًا. تسبَّب هذا الهجوم الإسرائيلي في مقتلِ ما لا يقلُّ عن 45 فلسطينيًّا عددٌ كبيرٌ منهم الأطفال والنساء وأغلبهم من النازحين، كما أُصيب العشرات بحالات بترٍ في الأطراف وحروق شديدة وتفاقمَ الوضع في ظلِّ الحصار الإسرائيلي المستمر على القطاع ومنع دخول ما يكفي من المساعدات الطبيّة أقلّه وفي ظل توقّف أغلب مستشفيات القطاع عن العمل جرّاء الاستهدافات الإسرائيليّة.
زعمت إسرائيل في كثيرٍ من المرات أنّ الشمال الغربي من رفح «منطقة آمنة»، ودفعت عشرات آلاف النازحين لهناك في ظلّ هجومها على الجوانب الشرقيّة من رفح ومحاولاتها التوغّل أكثر فأكثر نحو العُمق مع مقاومة فلسطينيّة مستمرّة، ومع ذلك فقد ارتكبت هذه المجزرة التي تُضاف لعشرات المجازر الأخرى خلال هذه المعركة. أثارت هذه المجزرة كغيرها من المجازر الإسرائيليّة السابقة «جدلًا» ونوعًا من الضجة الدوليّة فخرجت كما العادة عشرات بيانات الإدانة والشجب الدوليّة والعربيّة على حدٍ سواء دون تحرّك حقيقي وواضح على أرض الواقع. من جهتها أعلنت إسرائيل أنها المسؤولة عن الغارة الجويّة زاعمةً أنها استهدفت قادة في حماس وتعهدت بالتحقيقِ فيما حصل مثلما فعلت عشرات المرات من قبل وظلّت نتائج التحقيق طيّ الكتمان، بل اللافت أكثر أن يقوم الجيش المتسبّب في المجزرة عبر جهة تابعة له بالتحقيقِ فيما فعله هو أساسًا.

## خلفيّة

### قرار محكمة العدل
أصدرت محكمة العدل الدولية قبل أيامٍ قليلةٍ من هذه المجزرة قرارًا يأمرُ إسرائيل بوقف فوري لهجماتها العسكرية على مدينة رفح، وجاء القرار نتيجة لطلبٍ عاجل قدمته جنوب أفريقيا، والتي اتهمت إسرائيل بانتهاك التزاماتها بموجب اتفاقية منع ومعاقبة جريمة الإبادة الجماعية. طالبت المحكمة من إسرائيل كذلك اتخاذ تدابير لمنع وقوع أعمال إبادة جماعية وضمان وصول المساعدات الإنسانية إلى غزة دون عوائق وهو ما لم يتمّ واستمرّت إسرائيل في غاراتها الجويّة دون توقف بل رفعت من شدتها وقوّتها بذريعة «القضاء على حماس».

### عمليات المقاومة الفلسطينية النوعيّة
جاءت هذه المجزرة أيضًا بعد أقل من يومين من عمليات نوعيّة نفذتها فصائل المقاومة الفلسطينيّة حيث نجحت القسّام في قتل وجرح وأسر عددٍ من الجنود في جباليا كما أعلنَ الناطق الرسمي باسمِ الكتائب أبو عبيدة، فضلًا عن قصفٍ طال مدينة تل أبيب ومناطق أخرى قُبيل عشرات الساعات من المجزرة.

## المجزرة

### ما قبل المجزرة
هجَّرت إسرائيل خلال حربها ضدّ فصائل المقاومة الفلسطينيّة في قطاع غزّة مئات آلاف الفلسطينيين من أماكن سكناهم في الشمال والوسط نحو الجنوب وتحديدًا نحو رفح التي لجأ إليها أكثر من 1.4 مليون مدني وصارت مكتظة جدًا بالمدنيين. حاولت إسرائيل في وقت لاحق مهاجمة المدينة التي هجَّرت الفلسطينيين نحوها، فبدأت بمهاجمة رفح من الشرق ما اضطرَّ نحو مليون فلسطيني للنزوح مجددًا صوبَ أجزاء أخرى من رفح نفسها وهي المناطق التي صنَّفتها إسرائيل على أنها آمنة، لكنها بدورها لم تسلم من القصف الإسرائيلي واستمرَّ الوضع على ما هو عليه حيثُ واصلت إسرائيل قتل ما يقرب من 100 فلسطيني كلّ يوم أو أكثر وواصلت ارتكاب المجازر بين كل فينةٍ وأخرى في ظلِّ الصمت العربي المطلق والانحياز الدولي لتل أبيب.
أفاد المرصد الأورومتوسطي لحقوق الإنسان بأنه ومنذُ صدور حكم محكمة العدل الدوليّة بخصوص رفح، شنَّت إسرائيل أكثر من 60 غارة جوية على المدينة خلال 48 ساعة بمعدل يفوقُ غارة كل ساعة. رأى فلسطينيون وغيرهم أنّ هذا الاستمرار الإسرائيلي هو بمثابة تحدي لكل المؤسسات الدوليّة وخاصة أن واشنطن تحمي ظهر إسرائيل بل إنّ الدولة التي تزعمُ أنها راعية الديمقراطية في العالم والممتثلة للقوانين الدوليّة والمحترمة لحقوق الإنسان هاجمت العدل الدولية نفسها وحرَّضت عليها وإنّ مسؤولين أمريكيين رفيعي المستوى تعهدوا بمعقابة المحكمة في انتهاك واضح لكل ما تُصوّره أمريكا عن نفسها. من جهتها فقد تلاعبت إسرائيل بقرار المحكمة وقالت إنها تمتثلُ للقانون الدولي لكنها ستُواصل الدفاع عن نفسها في وجه «الإرهاب» كما تقول.

### الغارة الجويّة
شنَّ سلاح الجو الإسرائيلي بُعيد التاسعة مساءً سلسلة من الغارات الجويّة العنيفة التي طالت الشمال الغربي لرفح، حيث ألقت المقاتلات الحربيّة صواريخها على مجموعة من الأماكن القريبة بين بعضها البعض بما في ذلك خيام النازحين الواقعة على مقربةٍ من مخازن الأونروا. كان واضحًا من حجمِ الضربة والمكان المستهدف أنّ ما حصل يشي بوقوع مجزرةٍ فعلًا وهو ما كان حيث هرعت أطقم الدفاع المدني وسيارات الإسعاف على قلّتها لعينِ المكان قصدَ نقل الجرحى للمستشفيات ومحاولة إنقاذ ما يُمكن إنقاذه.
بدأت طواقم الهلال الأحمر الفلسطيني في نقل الجرحى والقتلى وفي إحصائية أوليّة بلغَ عدد ضحايا هذه المجزرة 28 قتيلًا فضلًا عن عشرات المصابين. رغم مرور عشرات الدقائق على المجزرة فلم تتمكّن طواقم الإسعاف من استخراجِ كل الجثث خاصة وأنّ عددًا منها قد تفحَّم نتيجة للصواريخ المستخدمة في هذا القصف. أصبحَ الوضع أكثر تعقيدًا بعدما احتلّت إسرائيل قبل أسابيع قليلة معبر رفح ومنعت الفلسطينيين من استعماله في ظلّ صمتٍ عربي ومصري وُصفَ بـ «المريب»، كما أنّ طول مدة الحرب تسببت في خروجِ أغلب مستشفيات قطاع غزّة عن الخدمة فيما عانت المستشفيات القليلة المتبقية من شحٍّ شديدٍ في الإمكانيات ومن ضغطٍ بشري هائل.
أظهرت صور ومقاطع فيديو نقل عشرات الجرحى صوبَ مستشفى الصليب الأحمر برفح، وكان ظاهرًا حجم الضربة وكل ما تسبب فيه من قتل وتشريد ودمار، بل إن أغلب المصابين عانوا إمّا من بتر أو حروق شديدة أو الاثنينِ معًا. ارتفعَت حصيلة ضحايا هذه المجزرة إلى 35 قتيلًا بينها عشرات الأطفال والنساء وكذلك الرجال والشباب من النازحين.

### المشاهد المروعة
وثَّقت عدساتُ المصورين الفلسطينيين مشاهد مروّعة من هذه المجزرة، حيث أظهرت مقاطع فيديو التُقطت دقائق بعد الغارة الجويّة الإسرائيليّة ضحايا التهمت النيران أجسادهم خاصة أنهم كانوا في خيام يستحيلُ أن تقيهم من مثل هذه الهجمات أو أن تُخفّف من حدتها على الأقل. صوَّرت مقاطع فيديو أخرى محاولات طواقم الإسعاف التعامل مع الوضع الحرج، وظهر في بعض اللقطات فلسطينيون يطلبون النجدة فيما حاول مواطنون آخرون بأدوات بدائيّة مثل ضوء الهواتف النقّالة البحث عن ناجين. أظهر مقطع فيديو آخر متطوعين يسحبون جثة فلسطيني بعدما احترقت بل وتفحَّمت بالكاملِ تقريبًا، فيما انتشر مقطع فيديو على نطاقٍ واسعٍ يُظهر رجلًا يحمل جثة لطفل فلسطيني فُصل رأسه عن باقي جسده خلال الضربة الإسرائيليّة على الخيام.

## الضحايا
كان واضحًا من حجم الضربة الإسرائيليّة وموقعها أنها ستُسفر عن عددٍ كبيرٍ من الضحايا، وأنّ هذا العدد سيرتفعُ مع مرور الوقت في ظلّ غيابِ مستشفيات مركزيّة في رفح وفي ظلِّ الحصار الخانق على القطاع والذي لم تستطع دولة عربية ولا إسلاميّة كسره، بل لم تستطع أيّ دولة إدخال أيّ نوعٍ من المساعدات بما في ذلك الدول الحدوديّة دون إذن صريحٍ ومباشرٍ من إسرائيل. أعلنت وزارة الصحة في القطاع عن مقتل ما لا يقلُّ عن 35 فلسطينيًا في إحصائية أوليّة لهذه المجزرة التي ارتكبها سلاح الجو الإسرائيلي، ثم حدثت الحصيلة في وقتٍ لاحقٍ لما لا يقلُّ عن 45 فلسطينيًا بالإضافة لأكثر من 200 جريح. وكان من بين القتلى 12 امرأة على الأقل و8 أطفال.
كان لافتًا مناشدة السلطات الصحيّة في القطاع لمصر بمساعدتها في التعامل مع هذه المجزرة، حيث طالبتها في أكثر من مناسبة بإدخال سيارات الإسعاف التي فقدت غزّة الكثير منها جرّاء القصف الإسرائيلي، كما طالبتها باستقبالِ الجرحى والمصابين لكنّ مصر وباقي الدول المعنيّة تجاهلت كل هذه الطلبات وعشرات الطلبات السابقة وظلَّت تلوم إسرائيل وأنها من تمنعها بشكلٍ أو بآخر.
هذه قائمةٌ بأسماء الضحايا ممن جرى التعرّف عليهم والذين قتلتهم إسرائيل خلال المجزرة التي نفذتها في رفح. القائمة تحوي الاسم مع العُمر لو توفّر، وكما هو ملاحظٌ فقد سقطَ خلال هذه المجزرة أطفالٌ عمر بعضهم سنتين فحسب مع الكثير من النساء بالإضافة للرجال والنساء وكلهم من النازحين. والقائمة غير كاملة لأنّ بعض المستشفيات التي وصلَ لها الضحايا لم تستطع التعرّف على هويّاتهم.
قائمة ضحايا مجزرة رفح (26 مايو)
1. وسام العطار (29 سنة)
2. هنداوي العطار (29 سنة)
3. حمادة العطار (35 سنة)
4. ميساء العطار (32 سنة)
5. ميادة العطار (23 سنة)
6. أركان النجار (12 سنة)
7. هدى النجار (15 سنة)
8. أحمد النجار (عامين)
9. رشا العجوري (39 سنة)
10. شادى الدسوقي (41 سنة)
11. فاتن الحيلة (45 سنة)
12. لطيفة الحيلة (70 سنة)
13. محمود حماد (40 سنة)
14. ياسر اربيع (48 سنة)
15. جمعة العشي (غير معروف)
16. شهد أبو ربيع (غير معروف)
17. خويلد رمضان (47 سنة)
18. آية عادل حمد (14 سنة)
19. مصطفى الأسطل (38 سنة)
20. نسمة حسن البابا (5 سنوات)
21. حربي صالح أبو شحمة (7 سنوات)
22. حربي صالح أحمد أبو شحمة (44 سنة)
23. أماني ورش أغا (غير معروف)
24. أحمد سعدي زايد (غير معروف)

## المنطقة المستهدَفة
زعمَ الاحتلال الإسرائيلي في منشورات ورقيّة سابقة له ألقاها على قطاع غزّة وفي تصريحات لوسائل الإعلام الغربيّة وخلال عشرات الخرجات الصحفيّة لمسؤوليه على اختلافهم أنّ منطقة رفح هي منطقة آمنة وحثَّ بل دفع وهجَّر الفلسطينيين نحو المدينة الجنوبيّة، ثم سرعان ما بدأ في استهدافها هي الأخرى وبمختلفِ الأسلحة التي يتوفّر عليها. اعتبرت لجنة الطوارئ في محافظة رفح أنّ هذه المجزرة هي نسفٌ لكل ادعاءات الاحتلال بوجود مناطق آمنة في رفح. نشرَ الهلال الأحمر الفلسطيني هو الآخر بيانًا أكّد فيه على أنّ المنطقة التي استهدفها الاحتلال هي منطقة إنسانية سبقَ أن أُجبر الفلسطينيين على النزوح إليها.

## التغطية الإعلامية
استمرَّت وسائل الإعلام الغربية فيما يراه الكثير من الفلسطينيين والعرب بل وبعض الغرب «نفاقًا» و«ازدواجية معايير مفضوحة»، حيث تُساعد وسائل الإعلام هذه إسرائيل في الترويج للبروباغندا خاصّتها من خلال تبنّي كل ما تأتي به إسرائيل حرفيًا، فهذه الصحف والقنوات الغربية تُبالِغ في تشويه فصائل المقاومة عبر ربطها بالإرهاب تارة وبالراديكالية تارة أخرى ثم تتبنّى ولو من دون تقصّي أو تحقق كل ما تقدمه إسرائيل لها، فيما تُحاول هضم الحقّ الفلسطيني إعلاميًا عبر اتباعِ لهجة مخفّفة حين وصفِ فظاعات إسرائيل ومجازرها. هذه فاينانشال تايمز البريطانية مثلًا والتي ترأسُ تحريرها الصحفيّة اللبنانيّة الأصل رولا خلف تنشرُ مقالًا تحتَ عنوان «Dozens killed and wounded after explosions at Gaza ‘safe-zone’ camp» (بالعربيّة: عشرات القتلى والجرحى جراء انفجارات في مخيم يقعُ في "منطقة آمنة" بغزة) في تغطيتها للمجزرة في رفح، حيث تجنّبت الإشارة لإسرائيل بالمطلق كفاعل من خلال أسلوب البناء للمجهول رغم أنّ إسرائيل اعترفت بنفسها أنها المتسبب ولو أنها قدَّمت تبريرات لما حصل. لم تكتفِ الفاينانشال تايمز بهذا الأسلوب (البناء للمجهول) وهو أسلوبٌ جدّ مشهور في الإعلام الغربي حين الحديث عن جرائم وانتهاكات إسرائيل، بل استعملت في عنوانها العريض كلمات وألفاظ مضللة مثل كلمة «explosions» (بالعربيّة: انفجارات) بينما الذي حصل في الحقيقة هو غارة جوية إسرائيلية نجم عنها انفجاراتٌ كما يحصل عند كل قصف.

## التبريرات الإسرائيلية
نشرت إسرائيل تحقيقًا أوليًّا بعد يومٍ واحدٍ من هذه المجزرة التي وُصفت بالمروّعة من قِبل أغلب الأطراف الدوليّة. زعمت إسرائيل في تقريرها هذا أن أغلب الضحايا المدنيين الذين سقطوا خلال غارتها الجويّة كانوا بسبب الحريق الذي شبَّ في عينِ المكان والذي اندلعَ جرّاء إحدى الشظايا التي انطلقت من صاروخها المتفجّر فأصابت خزانَ وقودٍ على بعد 100 متر من المكان المستهدف مما أدى إلى اشتعال النار في خيمة ثم انتشارها لباقي الخيم. هذا التفسير أو التبرير الإسرائيلي لم يكن الأول إطلاقًا خلال هذه المعركة بل لطالما برَّرت جرائمها بتبريرات مثل هذه فتارةً تُلقي اللوم على المقاومة الفلسطينية وأنها السبب مثلما حصل في مجزرة مستشفى المعمداني وتارةً أخرى تقول إنّ المقاومة تتخذ المدنيين دروعًا بشريّة أو تزعم أنّ ما حصل كان خطأ وستُحاول تفاديه في المرات القادمة. رفضت المؤسسات المحلية المتواجدة على الميدان مثل الهلال الأحمر الفلسطيني هذه التبريرات، وقالت إنّ الغارات استهدفت بشكل مباشر الخيام التي تؤوي النازحين في نيّة مبيتة لذلك.
اللافت أنّ إسرائيل لم تُعلن في تحقيقها الأولي ولا في خرجات مسؤوليها اللاحقين نوع القنبلة أو القنابل المستخدمة في الهجوم وهي معلومة يُفترض أن تكون من المعلومات الرئيسيّة حين نشر نتائج التحقيقات بما في ذلك الأوليّة منها. اللافتُ أيضًا أنّ الولايات المتحدة والتي دافعَ مسؤولوها عن هذه المجزرة زاعمين أنهم تحدثوا لإسرائيل وضغطوا عليها من أجل «منعِ تكرار حصول مثل هذه الحوادث» لم يُفصحوا عن السلاح المستخدم، وحين سُئلت نائبة السكرتير الصحفي للبنتاغون سابرينا سينغ خلال مؤتمر صحفي عُقد في 28 مايو (يومينِ بعد المجزرة) حول ما إذا كانت الذخيرة المُستخدمة أمريكية أم لا ردَّت بالقولِ أنّهم (الإدارة الأمريكيّة) لا يملكون معلوماتٍ عن نوع الذخيرة المُستخدمة في الهجوم على رفح.

## تبعات

### حادث أمني داخل معبر رفح
نشرت القناة 13 الإسرائيلية زوال يوم السابع والعشرين من مايو خبرًا مختصرًا تحدثت فيه حول ما سمَّتهُ «حادثٌ غير عادي» بين الجيشين الإسرائيلي والمصري في رفح وبدأت باقي وسائل الإعلام العبرية والعربية في تناقل هذا الخبر. قدَّمت القناة 14 الإسرائيلية أيضًا تفاصيل جديدة نقلًا عن مصادرها حيث قالت إنّ جنودًا مصريين أطلقوا النار على جنود إسرائيليين داخل معبر رفح دون وقوع إصابات. لم تكد تمضي دقائق حتى أجبرت الرقابة العسكرية الإسرائيلية القناتين على حذف الخبر ومنعت باقي وسائل الإعلام من تداوله أو الحصول على معلومات من داخل مصادر في الجيش. رغم ذلك فقد استمرَّت وسائل الإعلام في الحديثِ عمّا حصل، وبسبب الرقابة العسكريّة الإسرائيلية من جهة والتكتم المصري من جهة ثانيّة فقد انتشرت عديد السيناريوهات حول حقيقة ما حصل، بل إنّ بعضها جاء مناقضًا لسيناريوهات نشرتها وسائل إعلام أخرى، ففي الوقت الذي تحدث البعض عن اشتباك بين عناصر الجيشين، نقلت وسائل إعلام أخرى أنّ مجنّدين من مصر من بدؤوا فيما قالت محطات إعلامية أخرى إن الجانب الإسرائيلي من بدأ. كان هناك حديثٌ أيضًا حول قذيفة من دبابة أو اشتباكات بالأسلحة الرشاشة ومع ذلك فقد ظلّت كل الأخبار غير مؤكّدة. بعد نحو الساعة نشرت جريدة معاريف العبريّة مقالة نقلًا عن مصادر لم تُسمّها قولها إن الجيش الإسرائيلي قتلَ جندي مصري واحد في تبادل إطلاق النار الذي حصل عند معبر رفح، أمّا موقع واللا الإسرائيلي فقد تحدثَ عن مقتل مصريين اثنين لا واحد.
ظلّت وسائل الإعلام المصريّة المُسيطَر عليها من الدولة في غيابٍ تامٍ عن المشهد، إلى أن خرجَ المتحدث العسكري المصري في بيانٍ جدِّ مقتضب نُشر على المنصات الرسميّة ووردَ فيه «استشهاد أحد العناصر المكلفة بتأمين منطقة الشريط الحدودي في رفح». كان لافتًا من بيان المتحدث العسكري المختصَر تجنّب الإشارة لإسرائيل بالمطلق رغم أنّها المسؤولة عن القتل ورغم أن وسائل إعلامها أول من أعلنَ خبر مقتل الجندي المصري أساسًا. اللافتُ أيضًا تفادي المتحدث العسكري الإشارة للقتيل باسمه أو وصفه بـ «الجندي»، بل استُعمل لفظٌ عامٌ. ذكر المتحدث العسكري المصري في بيانه كذلك أنّ القاهرة تُجري تحقيقًا بواسطة الجهات المختصة حيال ما حصل دون تقديم مزيدٍ من التفاصيل. أجرى مسؤولٌ مصري لم يكشف عن هويّته بعد ساعاتٍ من الحادث الأمني في معبر رفح حوارًا مع مجلّة فايننشال تايمز الأمريكيّة وقال فيه إنّ حادث تبادل إطلاق النار في رفح كان «بسيطًا وليس له أي أهمية سياسيّة».
نشرت يديعوت أحرونوت العبرية مقالًا لاحقًا قالت فيه إنّ الجانب الإسرائيلي اتصل بالمصريين فور الحادثة، واتفق الطرفان على حل الموضوع بدون ضجة، وبعيدًا عن الأضواء وهو الراجح في ظلِّ الصمت المصري الملحوظ بل إنّ القاهرة تفادت القيام بجنازة عسكريّة للجنديان القتيلان وتركت موكبهما دون أيّ تمثيلٍ رسمي. على الجانب المُقابل فقد صرَّح مسؤولون مصريون لم يكشفوا عن هويّاتهم لقناة الشرق للأخبار السعوديّة برواية لم تحظى بتغطية ولا رد أو اهتمامٍ عبري أو عربي أو دولي حينما زعمَ المسؤولون المجهولون أنّ القوات المصرية التي اشتبكت مع القوات الإسرائيلية قتلت جنديًا واحدًا وأصابت 7 آخرين 3 منهم في حالة خطيرة.

### مظاهرات محدودة
استمرَّت الضفة الغربية والداخل الفلسطيني في صمتها المطبق حيال ما يجري في غزّة باستثناء بعض المخيّمات القليلة من وهناك والتي دخلت المعركة مع الاحتلال الإسرائيلي واستمرَّت في الفعل المقاوم وفي الكفاح المسلّح منذ ما قبل 7 أكتوبر حتى، أما باقي المدن وأكبرها مثل الخليل ورام الله والبيرة وبيت لحم فقد التزمت الصمت المطبق، بل إنّ هذه المدن لم تخرج حتى في مظاهرات دعمًا وإسنادًا لغزّة. على الجانب المُقابل فقد خرجت مظاهرات محدودة في عددٍ من الدول الأخرى وخلالها كُرّرت نفس المطالب التي يُطالَب بها منذ 7 أشهر وعقبَ كل مجزرة ترتكبها قواتُ الاحتلال الإسرائيلي. على المستوى الأكاديمي فقد ظلَّت الجامعات العربية مغيَّبة تمامًا عن المشهد، ففي الوقت الذي انتفضت فيه جامعاتٌ تبعد آلاف الكيلومترات عن فلسطين مثل الجامعات الأمريكيّة والفرنسية والبريطانية بل إنّ المحتجين في بعضِ هذه الجامعات أرغموا مؤسساتهم التعليميّة على إلغاء بعض الصفقات مع الجامعات الإسرائيلية وهناك من تأجّلت فيها الامتحانات وحفلات التخرّج دعمًا وإسنادًا لفلسطين ظلَّت الجامعات العربيّة فيما بدا «سباتًا عميقًا» وظلَّت بعيدة كل البُعد عن المشهد كأنّ الأمر لا يعنيها بينما هي الأولى نظرًا لعشرات القرابات اللغويّة والدينية والجغرافيّة والتاريخيّة وغيرها.

## ردود الفعل

### فلسطين
- حركة حماس: حمّلت الحركة الإدارة الأمريكية والرئيس بايدن بشكل خاص المسؤولية الكاملة عن هذه المجزرة واعتبرتها تحدٍّ وتجاهلٍ إسرائيلي لقرار محكمة العدل الدولية مطالبةً كل الأطراف وخاصة مصر بالضغط على الاحتلال لسحب جيشه من معبر رفح كما طالبت بتمكين الطواقم العاملة في المعبر مع مصر من متابعة عملها وتسهيل خروج الجرحى ودخول المساعدات. ودعت حماس أبناء الشعب الفلسطيني والأمّة العربية ومن تُسمّيهم أحرار العالم لتصعيد الفعاليات الجماهيرية الغاضبة لوقف العدوان وحرب الإبادة.[38]
- حركة الجهاد الإسلامي: اعتبرت حركة الجهاد الإسلامي المجزرة بجريمة الحرب التي تُضاف لجرائم حرب الإبادة الإسرائيليّة ضد الشعب الفلسطيني، مضيفة أنّ الاحتلال يستهدفُ المدنيين للتعويض عن الفشل الذي مني به في الميدان ومؤكّدة على أنّ الصهاينة لم يكونوا ليُواصلوا كل هذه الجرائم لولا الغطاء الذي توفره واشنطن وحكومات أوروبية.[39]

### إسرائيل
على خلافِ مجزرة مستشفى المعمداني ومجازر أخرى كثيرة، لم ينفِ جيش الاحتلال الإسرائيلي مسؤوليته هذه المرة بل أعلنَ أنه الذي يقفُ خلف الهجوم في رفح مضيفًا أنّ التفاصيلَ قيد التحقيق والفحص. عادَ جيش الاحتلال في وقتٍ لاحقٍ زاعمًا أنّ مقاتلاته الحربية قد استهدفت مجمعًا لحماس في رفح أثناء وجود مسلحين رئيسيين داخله، وأنّ الهجوم جاء «وفقا للقانون الدولي وجرى باستخدام أسلحة دقيقة» وهو البيان المعاكس كليًا للصور ومقاطع الفيديو التي وثقت المجزرة وضحاياها. زعمَ جيش الاحتلال أن هجومه الجوي جاء على أساس معلوماتٍ استخباراتية، وأنه تمكّن خلاله من اغتيال ياسين ربيع وخالد نجار المسؤولَيْن في مكتب الضفة الغربية التابع لحماس. وصفَ رئيس الوزراء بنيامين نتنياهو ما حصل بأنّه كان «خطأ مأساويا»، فيما قال الجيش الإسرائيلي إن الهجوم «قيدَ المراجعة» أمّا المدعي العام العسكري فقد وصفَ الحادث بأنه «خطير للغاية».

### الولايات المتحدة الامريكية
قدّمت الولايات المتحدة الأمريكية مسوغات لقصف المدنيين في غزة، واصفة المجازر التي يرتكبها جيش الاحتلال الإسرائيلي أنها «تعقب لحركة حماس التي يختبئ مسلحوها بين المدنيين». وقالت وزارة الخارجية الأميركية إنها «تشعر بحزن بالغ إزاء الخسائر المأساوية في الأرواح في غزة» وأضافت الخارجية في تصريحات إنها «ستتابع نتائج التحقيق الذي تعهدت إسرائيل بإجرائه فيما يتعلق بالحادث في رفح»، وقالت الخارجية إن واشنطن تواصلت مع إسرائيل للتعبير عن قلقها العميق تجاه ما حدث في رفح.

### الدول العربية والإسلاميّة
وكما هو الحال منذ سبعة أشهر فقد اقتصر دور الحكومات العربية والإسلاميّة على حدٍ سواء في الشجب والإدانة والاستنكار دون تحرّك حقيقي ولا إسنادٍ واقعي لقطاع غزّة. ناشدَ مسؤولون صحيون في القطاع الدولة المصريّة الحدوديّة لكنها هي الأخرى لم تُقدّم شيء بعد هذه المجزرة ولا بعد عشرات المجازر السابقة واستمرّت في رفض التحرّك دون إذن مباشر وصريح من إسرائيل فلا هي تجرأت على فتحِ الحدود ولا هي أدخلت المساعدات وفرضت سلطتها ولا هي استجابت للمناشدات الفلسطينيّة واحدةً بعد أخرى. لافتٌ أنّ مصر بزعامة السيسي قد أرسلت عامي 2016 و2019 مروحيات لإسرائيل للمساهمة في إخماد الحرائق شبّت حينها بسببِ موجات الحر، وشكر نتنياهو في إحداها السيسي واصفًا إيّاه بـ «صديقي»، أما اليوم فالدولة المصرية وقفت عاجزة عن تقديم أيّ نوعٍ من المساعدة الحقيقيّة والفعالة للفلسطينيين في رفح المرتبطة جغرافيًا وتاريخيًا ودينيًا مع مصر، رغم مناشدة حماس لها ورغم عشرات المشاهدات من وزارة صحّة القطاع. المؤسسات المدنيّة العربية هي الأخرى لم تلعب أيّ دورٍ لا في هذه المجزرة ولا في مجازر وأحداث أخرى، فلا جامعة أو كلية عربية تحركّت ولا جهة أخرى تدخلت أو أثَّرت واكتفى الكل بالمشاهدة. من جهته وعد الرئيس التركي رجب طيب أردوغان صاحب الخرجات الإعلامية الكثيرة والتي يُهاجم فيها إسرائيل كلاميًا بلا هوادة لكنّه يستمر فعليًا في التطبيع معها وفي مدها حتى وقتٍ قريبٍ بكل ما تحتاج من مواد غذائيّة ووقود وما إلى ذلك وعدَ بأن بلاده ستبذل كل ما في وسعها لمحاسبة رئيس الوزراء الإسرائيلي بنيامين نتنياهو وباقي المسؤولين الذين وصفهم بـ «الهمجيين والقتلة الذين لا علاقة لهم بالإنسانية».
- قطر: أعربت وزارة الخارجية القطرية عن «إدانتها واستنكارها الشديدين مواصلة قوات الاحتلال الإسرائيلي استهداف خيام النازحين في رفح بقطاع غزة، معتبرة إياه تحديا سافرًا للقوانين والأعراف الدولية وتقويضا لمسار المفاوضات». ودعت في بيان المجتمع الدولي «للاضطلاع بمسؤولياته القانونية والأخلاقية من خلال إلزام إسرائيل بتنفيذ قرارات الشرعية الدولية لا سيما قرار محكمة العدل الدولية الداعي لوقف الهجمات العسكرية على رفح، والحيلولة دون ارتكاب جريمة إبادة جماعية في المدينة وتوفير الحماية للمدنيين، ومنع قوات الاحتلال من تنفيذ مخططاتها لإجبارهم على النزوح القسري من المدينة التي أصبحت ملاذا أخيرًا لمئات الآلاف من النازحين داخل قطاع غزة»، وقالت أن الهجوم العسكري الذي تشنه إسرائيل على رفح بجنوب قطاع غزة «يعقد جهود الوساطة الجارية ويعيق الوصول لاتفاق لوقف فوري ودائم لإطلاق النار في قطاع غزة وتبادل الأسرى والمحتجزين».[48]
- مصر: أدانت وزارة الخارجية المصرية بأشد العبارات «قصف القوات الإسرائيلية المتعمد لخيام النازحين بمدينة رفح الفلسطينية، والذي أسفر عن سقوط المئات من القتلى والمصابين بين صفوف الفلسطينيين النازحين العزل، في انتهاك جديد وسافر لأحكام القانون الدولي الإنساني وبنود اتفاقية چنيف الرابعة لعام 1949 بشأن حماية الأشخاص المدنيين في وقت الحرب»، واعتبرت «هذا الحدث المأساوي إمعاناً بمواصلة استهداف المدنيين العُزّل، والسياسة الممنهجة الرامية لتوسيع رقعة القتل والدمار في قطاع غزة لجعله غير قابل للحياة». وطالبت مصر إسرائيل «بالامتثال لالتزاماتها القانونية كقوة قائمة بالاحتلال، وتنفيذ التدابير الصادرة عن محكمة العدل الدولية بشأن الوقف الفوري للعمليات العسكرية وأية إجراءات أخرى بمدينة رفح الفلسطينية وجددت مطالبتها لمجلس الأمن والأطراف الدولية المؤثرة، بضرورة التدخل الفوري لضمان الوقف الفوري لإطلاق النار في قطاع غزة، وإنهاء العمليات العسكرية في مدينة رفح الفلسطينية».[49]
- الأردن: أدانت وزارة الخارجية الأردنية «بأشد العبارات استهداف قوات الاحتلال الإسرائيلي خيام النازحين الفلسطينيين في رفح، واستمرارها بارتكاب جرائم الحرب البشعة بحق الفلسطينيين في غزة، وأن ما حصل «تحد صارخ لقرارات محكمة العدل الدولية وانتهاك جسيم للقانون الدولي والقانون الدولي الإنساني» وأكدت «إدانة الأردن واستنكارها المطلق لاستمرار إسرائيل بتحدي القانون الدولي والإرادة الدولية الداعية لوقف الحرب، وارتكابها لجرائم الحرب في غزة ودعت المجتمع الدولي بضرورة التحرك بشكل فوري وفاعل ووقف هذه الانتهاكات والجرائم التي تتنافى وجميع القيم والمبادئ الإنسانية وضرورة محاسبة المسؤولين عن هذه الجرائم، وإلزام إسرائيل بالرضوخ للقانون الدولي والقرارات الدولية».[50]
- السعودية: أعربت وزارة الخارجية السعودية عن إدانة المملكة واستنكارها بأشد العبارات «استمرار مجازر قوات الاحتلال الاسرائيلي، ومواصلتها استهداف المدنيين العزل في قطاع غزة وآخرها استهداف خيام النازحين الفلسطينيين بالقرب من مخازن الأونروا شمال غرب رفح» وأكدت «رفض السعودية القاطع لاستمرار الانتهاكات السافرة لقوات الاحتلال الإسرائيلي لكافة القرارات والقوانين والأعراف الدولية والإنسانية» ودعت المجتمع الدولي ضرورة التدخل الفوري لوقف المجازر التي ترتكبها قوات الاحتلال الإسرائيلي للحد من تفاقم الكارثة الإنسانية غير المسبوقة التي يمر بها الشعب الفلسطيني».[51]
- اليمن: أعربت وزارة الخارجية اليمنية عن «إدانة الجمهورية اليمنية واستنكارها الشديدين للمجزرة البشعة التي ارتكبتها قوات الكيان الإسرائيلي في مخيم للنازحين في مدينة رفح»، وأكدت «أن هذا الفعل المتعمد يمثل جريمة حرب جديدة، وتحديا صارخا للقرارات والقوانين الدولية بما في ذلك قرار محكمة العدل الدولية الصادر مؤخراً، داعية مجلس الأمن الدولي إلى تحمل مسؤولياته لوقف آلة الموت والدمار، وتوفير الحماية العاجلة للشعب الفلسطيني».[52]
- عُمان: أدانت سلطنة عُمان «استمرار الاحتلال الإسرائيلي في استهداف مخيمات النازحين في رفح» وقالت وزارة الخارجية في بيان «ناشدت فيه المجتمع الدولي بتحمل مسؤولياته العاجلة واتخاذ الإجراءات اللازمة والكفيلة بوقف جرائم الحرب والإبادة الممنهجة والمستمرة التي ترتكب بحق الشعب الفلسطيني». ودعت إلى «التطبيق الفوري للقرارات الأممية الداعية لوقف إطلاق النار في قطاع غزة، ودخول المساعدات الإنسانية دون عوائق، وفرض عقوبات دولية رادعة على إسرائيل».[53]
- إندونيسيا: أدانت وزارة الخارجية الإندونيسية «الهجوم الإسرائيلي على مخيمات النازحين الفلسطينيين في رفح بأشد العبارات»، ووصفته بأنه «انتهاك صارخ لأوامر محكمة العدل الدولية».[54]
- إيران: أدان المتحدث باسم وزارة الخارجية الإيرانية ناصر كنعاني الهجوم وقال «إن الهجوم الذي شنه النظام الصهيوني على مخيم اللاجئين الفلسطينيين في رفح يجب إدانته بشدة ويتعين اتخاذ رد عملي من المجتمع الدولي» وأضاف أن «هذه الجريمة الوحشية هي مثال واضح على جريمة حرب وانتهاك واضح للأمر المؤقت الذي أصدرته محكمة العدل الدولية».[55]
- جنوب إفريقيا: أدانت جنوب أفريقيا الهجوم الإسرائيلي وأضافت أن «الظروف الحالية في غزة تبرر رفع دعوى الإبادة الجماعية ضد إسرائيل أمام المحكمة الدولية»، وقالت إدارة العلاقات الدولية والتعاون (DIRCO) في بيان إن «حكومة جنوب أفريقيا تنضم إلى المجتمع الدولي في إدانة الهجمات الوحشية المؤسفة على المدنيين الأبرياء بعد أن قصفت القوات الإسرائيلية مخيماً يؤوي الفلسطينيين النازحين في منطقة آمنة في رفح».[56][57]
- إسبانيا: قال وزير الخارجية الإسباني خوسيه مانويل ألباريس إن قصف رفح هو «يوم آخر يقتل فيه مدنيون فلسطينيون أبرياء». وقال إن خطورة الهجوم «أكبر» لأنه يأتي بعد أمر محكمة العدل الدولية الذي يوجه إسرائيل بوقف عمليتها في رفح وبقية غزة.[58]
- بيرو: أعربت بيرو عن «فزعها وحزنها» لمقتل العشرات من المدنيين الفلسطينيين، بينهم نساء وأطفال، في مدينة رفح نتيجة الغارات الإسرائيلية على مخيم للاجئين. وقالت وزارة الخارجية في بيان: «تؤكد بيرو مجددًا ضرورة التنفيذ الفوري والفعال للتدابير المؤقتة التي نصت عليها محكمة العدل الدولية يوم الجمعة الماضي 24 مايو»، ودعت مجلس الأمن التابع للأمم المتحدة لاتخاذ «إجراءات عاجلة» بما يتماشى مع تفويضه في السعي لتحقيق السلام والأمن الدوليين.[59]
- كولومبيا: أدان الرئيس غوستافو بيترو الهجوم ووصفه بالـ «مذبحة» وحذر من «أن التواطؤ يهدد الشعب الفلسطيني وأسس الديمقراطية والإنسانية». وانتقد الولايات المتحدة والاتحاد الأوروبي «لتقاعسهما عن التحرك، وأنهم لا يفعلان شيئاً لوقف المذبحة على الرغم من القوة التي يتمتعان بها» وأنهم «شركاء بجرائم القتل هذه»، واتهم رئيس الوزراء بنيامين نتنياهو بتجاهل القانون الدولي وارتكاب فظائع ضد الأطفال المسلمين والمسيحيين»، ووصف رد فعل المجتمع الدولي بأنه «صمت إبادة جماعية، مقارنًا الوضع ببعض أسوأ عمليات الإبادة الجماعية في التاريخ».[60]
- اليابان: قالت وزيرة الخارجية يوكو كاميكاوا إن البلاد «تشعر بقلق عميق» بشأن الوضع الإنساني في رفح بعد الهجمات، وحثت إسرائيل على تنفيذ أمر محكمة العدل الدولية بوقف عملياتها العسكرية في رفح بجنوب قطاع غزة.[61]
- أيرلندا: قال نائب رئيس الوزراء ووزير الخارجية الأيرلندي مايكل مارتن إن الهجوم كان «همجيًا» وحث إسرائيل على وقف هجوم رفح.[62]

### منظمات دولية
- الاتحاد الإفريقي: قالت مفوضية الاتحاد الأفريقي إن أمر محكمة العدل الدولية يجب «تنفيذه على وجه السرعة إذا أردنا أن يسود النظام العالمي»، وقال رئيس الاتحاد موسى فكي على موقع X: «مع الغارات الجوية المروعة التي وقعت خلال الليل والتي أدت إلى مقتل معظم النساء والأطفال الفلسطينيين المحاصرين في مخيم النازحين في رفح، تواصل إسرائيل انتهاك القانون الدولي مع الإفلات من العقاب وفي ازدراء حكم محكمة العدل الدولية قبل يومين الذي أمر بإعادة فتح مخيم النازحين في رفح وإنهاء عملها العسكري في رفح».[63]
- منظمة التعاون الإسلامي: أدانت المنظمة «ارتكاب قوات الاحتلال الإسرائيلي المجزرة معتبرة ذلك جريمة حرب وجريمة ضد الإنسانية وإرهاب دولة منظمِا، يستحق المساءلة والمحاسبة وفق القانون الجنائي الدولي». وحمّلت الاحتلال الإسرائيلي تبعات جرائمه وممارساته الإرهابية واعتداءاته الوحشية ضد الشعب الفلسطيني، التي تتنافى مع جميع القيم الإنسانية وتشكل انتهاكاً فاضحًا للقانون الدولي والقانون الدولي الإنساني وجددت دعوتها المجتمع الدولي وخاصة مجلس الأمن الدولي، لتحمل مسؤولياته في إلزام إسرائيل تنفيذ أوامر محكمة العدل الدولية بوقف هذا العدوان الإسرائيلي فورا، وفتح معبر رفح لتمكين دخول المساعدات الإنسانية إلى قطاع غزة، ووضع حد لهذا العدوان الإسرائيلي الوحشي المتواصل على قطاع غزة».[64]
- الأمم المتحدة: أدانت فرانشيسكا ألبانيز الهجوم ووصفته بأنه «غير مقبول»، كما ذكرت أن إسرائيل يجب أن تواجه عقوبات للضغط عليها لوقفها.[65] فيما أدان الأمين العام أنطونيو غوتيريش «تصرفات إسرائيل التي قتلت العشرات من المدنيين الأبرياء الذين كانوا يبحثون فقط عن مأوى من هذا الصراع المميت»، مضيفًا أن «هذا الرعب يجب أن يتوقف».[66]